# Calomicrus gussakovskyi
Calomicrus gussakovskyi es un insecto coleóptero de la familia Chrysomelidae.
Fue descrita científicamente por primera vez en 1936 por Ogloblin.